# Віхово
Віхово (пол. Wichowo, нім. Wichau) — село в Польщі, у гміні Ліпно Ліпновського повіту Куявсько-Поморського воєводства.
Населення — 453 особи (2011).
У 1975-1998 роках село належало до Влоцлавського воєводства.

## Демографія
Демографічна структура станом на 31 березня 2011 року:
|          | Загалом | Допрацездатний вік | Працездатний вік | Постпрацездатний вік |
| -------- | ------- | ------------------ | ---------------- | -------------------- |
| Чоловіки | 219     | 54                 | 137              | 28                   |
| Жінки    | 234     | 57                 | 131              | 46                   |
| Разом    | 453     | 111                | 268              | 74                   |